# Блазиус, Вильгельм
Вильгельм Август Генрих Блазиус (нем. Wilhelm August Heinrich Blasius; 5 июля 1845, Брауншвейг — 31 мая 1912, Брауншвейг) — немецкий тайный надворный советник и орнитолог.

## Жизнь
Вильгельм Блазиус был вторым сыном зоолога Иоганна Генриха Блазиуса в Брауншвейге. Он изучал медицину в Брауншвейге, Гёттингене и Цюрихе, окончив учёбу в 1868 году. В 1871 году к нему от отца перешла должность директора Музея естествознания и Ботанического сада Брауншвейга. В 1872 году он стал профессором зоологии и ботаники в Техническом университете Брауншвейга. Во время своей работы Блазиус посвящал себя защите животных и родины, а также исследованию доисторического периода Нижней Саксонии. В 1874 году он стал секретарём Немецкого общества орнитологов. Наряду с этим Блазиус стремился придать международное уважение Музею естествознания в Брауншвейге путём покупки и продажи чучел животных и птичьих яиц. Самые ценные поступления для музея происходили, прежде всего, из Филиппин, Сулавеси, Молуккских островов и Боливии.
В 1907 году Вильгельм Блазиус участвовал в 7. Международном Зоологическом конгрессе в Бостоне.
31 мая 1912 года после продолжительной болезни он умер. Надгробный камень находится на кладбище Реформаторской общины в Брауншвейге.
К самым известным трудам Блазиуса относится монография о бескрылой гагарке, опубликованная в 1903 году. Кроме того, Блазиус описал несколько таксонов.
Вильгельм Блазиус был членом Леопольдины и член-корреспондентом Американского союза орнитологов. В 1892 году Блазиусу была присвоена степень доктора наук Падуанского университета.

## Таксоны
Вильгельмом Блазиусом были описаны следующие виды птиц:
- Целебесский ястреб (Accipiter nanus) (W. Blasius, 1897)
- Pachycephala homeyeri (W. H. Blasius, 1890)
- Малайский шерстистошейный аист (Ciconia stormi) (W. Blasius, 1896)
- Голощёкая нектарница-пауколовка (Arachnothera clarae) (W. H. Blasius, 1890)
- Белоглазка Неркорна (Zosterops nehrkorni) (W. Blasius, 1888)
- Красноголовый цветосос (Dicaeum nehrkorni) (W. Blasius, 1886)
- Палаванская мухоловка (Ficedula platenae) (W. Blasius, 1888)
- Синеголовый ракетохвостый попугай (Prioniturus platenae) (W. Blasius, 1888)
- Филиппинская волосатая тимелия (Ptilocichla mindanensis) (W. H. Blasius, 1890)
- Сулавесский пастушок (Aramidopsis plateni) (W. Blasius, 1886)
- Stachyris plateni (Blasius, WH, 1890),

а также подвиды птиц:
- Turnix suscitator haynaldi (W. Blasius, 1888)
- Merops philippinus celebensis (Merops philippinus celebensis) (W. Blasius, 1885)
- Зелёный императорский голубь (Ducula aenea palawanensis) (W. H. Blasius, 1888)
- Harpactes diardii sumatranus (W. Blasius, 1896)
- Strix seloputo wiepkeni (W. Blasius, 1888)
- Ceyx lepidus margarethae (W. Blasius, 1890)
- Dryocopus javensis suluensis (W. Blasius, 1890)

Вместе со своим другом Адольфом Неркорном он описал подвид Phaenicophaeus curvirostris borneensis (Blasius, W & Nehrkorn, 1881)

## Труды (выборка)
- 1883: Vögel von Borneo (совместно с Фридрихом Грабовски)
- 1884: Zur Geschichte der Ueberreste von Alca impennis Linn.
- 1891: Die faunistische Litteratur Braunschweigs und der Nachbargebiete mit Einschluss des ganzen Harzes
- 1900: Die anthropologische Litteratur Braunschweigs und der Nachbargebiete mit Einschluss des ganzen Harzes
- 1903: Der Riesenalk, Alca impennis L. In: „Naumann, Naturgeschichte der Vögel Mitteleuropas ... Sonderabdruck aus Bd. XII. der Jubiläums-Ausgabe“